# História do Quebec

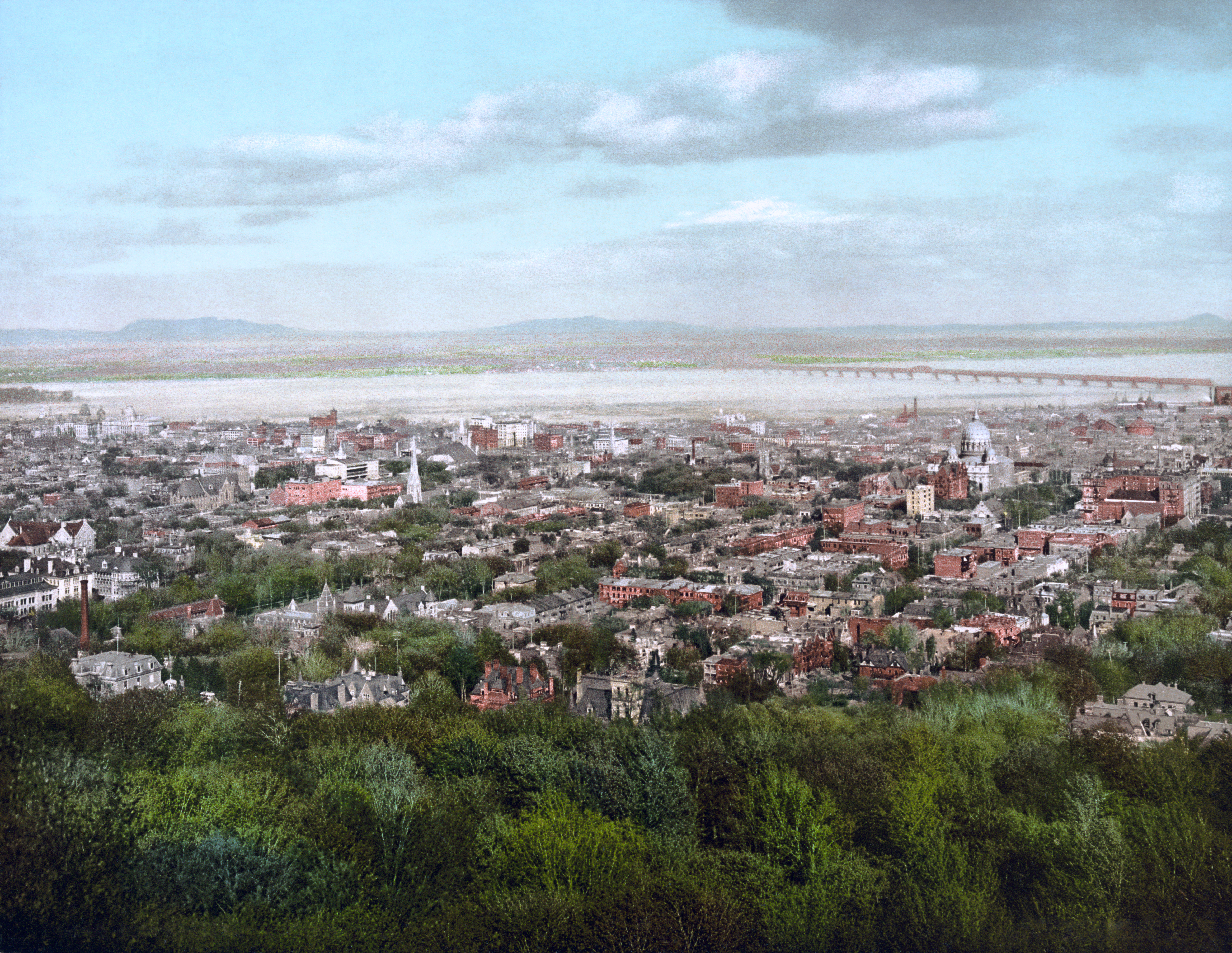
Vista de Montreal do Monte Royal, 1902.

O Quebec teve um importante papel na História do Canadá; é o local onde colonos franceses fundaram a colônia do Canadá (Nova França), entre 1600 e 1700. Sua história teve um rumo um pouco diferente do resto do Canadá.

## Exploração Francesa (1508-1607)
Em 1508, somente 16 anos após a primeira viagem de Cristóvão Colombo, Thomas Aubert, que foi provavelmente parte de uma viagem de pesca perto de Newfoundland, trouxe de volta alguns ameríndios à França. Isto indica que no início do século XVI, navegadores franceses aventuraram-se no Golfo do São Lourenço, juntamente com os bascos e os espanhóis que fizeram o mesmo.
Além disso, Jacques Cartier escreveu em seu diário que, quando fez seus primeiros contatos com os ameríndios (Iroqueses), que veio a ele em seus barcos para oferecer-lhe peles. Todos estes fatos e vários outros detalhes incentivam-nos a crer que esta não foi a primeira reunião de ameríndios e europeus.

### Viagem de Verrazzano
Em 1524 uma viagem oficial, financiada por comerciantes e pelo Rei da França, foi organizada. Assim como vários outros países europeus, os franceses colocaram sua confiança num navegador italiano. Na verdade, a Espanha tinha contratado Cristóvão Colombo, Américo Vespúcio, Inglaterra paga John Cabot, e a França convidou Giovanni da Verrazano. Buscando uma curta passagem em direção da Ásia, Verrazano aventuraram em uma área que realmente não tinha sido visitado por outros viajantes europeus. Ele explorou cuidadosamente a costa atlântica da América do Norte, entre a Flórida e Nova Escócia, buscando a cobiçada passagem para o Mar da China. Ele voltou de mãos vazias, mas não sem tomar nota da beleza da paisagem que ele comparou a uma região da Grécia, que ele provavelmente conhecia, Arcádia.

### Viagens de Jacques Cartier

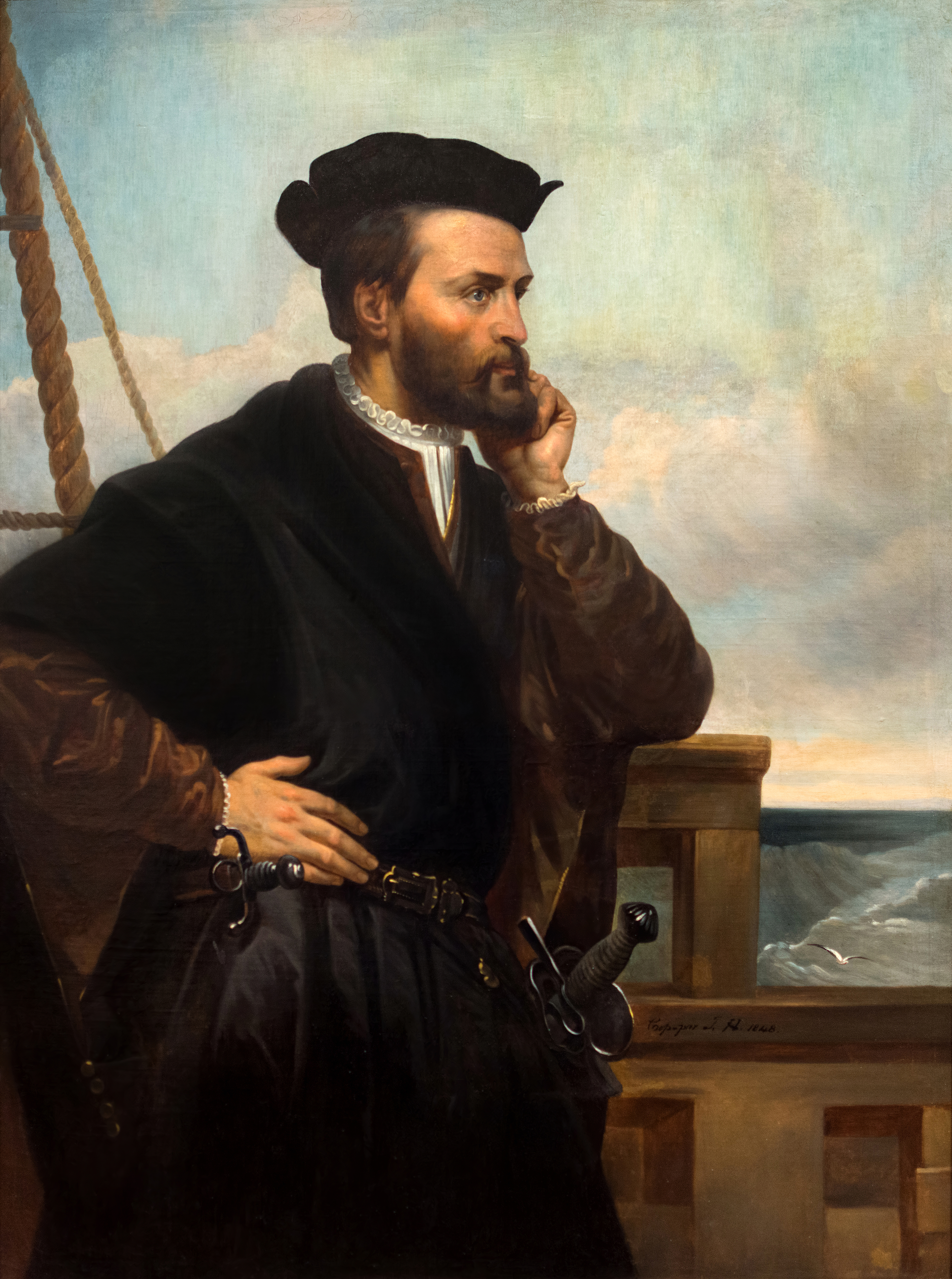
Imagem de Jacques Cartier.

Em 24 de junho de 1534, o explorador francês, Jacques Cartier, colocou uma cruz na Península Gaspé e tomou posse do território em nome do Rei Francisco I da França. 
Em sua segunda viagem, em 26 de maio de 1535, Cartier navegou rio acima pelo São Lourenço encontrando aldeias dos iroqueses de Stadacona, perto de Quebec, e Hochelaga, no mesmo dia (Montreal). 
Em 1541, Jean-François de la Roque de Roberval tornou-se tenente da Nova França e tinha a responsabilidade de construir uma nova colônia na América. Foi Cartier, que estabeleceu o primeiro assentamento francês em solo americano, Charlesbourg Royal. 
A França estava desapontada após as três viagens de Cartier e não queria investir fortunas em mais uma aventura com esse resultado duvidoso. Um período de desinteresse no Novo Mundo, seguiu-se por parte das autoridades francesas. Apenas no final do século XVI é que houve um novo interesse nesses territórios.
Ainda assim, mesmo durante o momento em que a França não lhe mandou exploradores oficiais, pescadores franceses e bascos chegaram aos novos territórios para fazer estoque de óleo de baleia e bacalhau. Desde que foram forçados a permanecer por um longo período de tempo, eles começaram a comercializar os seus objetos metálicos por peles fornecidas pelos povos indígenas. Esse comércio se tornou rentável e, portanto, o interesse no território voltou. 
Os comerciantes fizeram residências permanentes no país. Boas relações com os fornecedores indígenas foram necessárias. Para alguns pescadores no entanto, uma presença sazonal foi suficiente. Sociedades comerciais que foram fundadas tentaram ainda mais o interesse da Coroa em colonizar o território. Eles exigiram que a França concedesse um monopólio de uma única empresa. Em contrapartida, esta empresa também assumiria a colonização do território americano francês. Assim, não seria o rei que iria pagar muito dinheiro para construir a colônia. Por outro lado, outros comerciantes queriam que o comércio ficasse desregulado. Esta controvérsia foi um grande problema na virada do século XVII.

## Nova França (1534-1759)
O Quebec foi parte do território da Nova França, o grande nome para as possessões da França na América do Norte até 1763. Na sua maior parte, antes do Tratado de Utrecht, este território incluía cinco colônias, cada uma com uma administração própria: Canadá, Acádia, Baía de Hudson, Nova Escócia, e Louisiana.
As fronteiras de tais colônias não eram bem definidas, e foram abertas no lado oeste.

### Acádia (1604–1759)
A colônia de Acádia foi estabelecida pela primeira vez como uma resolução sobre a Ilha Saint Croix, no Rio Saint Croix, entre Maine e New Brunswick, em 1604 por Pierre Dugua, Sieur de Monts e seu navegador Samuel de Champlain. A povoamento em Saint Croix fracassou devido ao inverno rigoroso e a falta de água doce, mais de metade dos colonos morreu durante o Inverno de 1605 e foi transferido para o lado oposto da Baía de Fundy em Port Royal. O acordo foi novamente dissolvido em 1608 e Champlain foi até a cidade de Quebec, onde tornar-se-ia o assentamento da Nova França. Os colonos retornaram a Acadia que fora restabelecida em 1611 e manteve-se de fato uma colônia francesa até 1713, foi em grande medida deixada ao seu próprio governo e seu povo se tornou conhecido como a neutralidade francesa.

### Canadá Francês (1608–1759)
Três quartos de século depois de ser explorado por Jacques Cartier e colonizados por Roberval, Samuel de Champlain estabeleceu as bases de francês para a fundação do Canadá Francês, a mais importante e historicamente mais bem sucedida colônia francesa na América do Norte.

#### Fundação do Quebec
A cidade do Quebec foi fundada em 1608 por Samuel de Champlain. Algumas outras cidades foram fundadas antes, a mais famosa foi Tadoussac em 1604 que ainda hoje existe, mas Quebec foi a primeia a ser concebida como uma solução permanente e não um simples ponto comercial. Ao longo do tempo, tornou-se a capital do Canadá francês e de toda a Nova França.

Mapa da Nova França feito por Samuel de Champlain em 1612

A primeira versão da cidade foi uma grande fortaleza, chamada de Habitação. Esse acordo foi feito para proteção contra as ameaças dos povos indígenas. A dificuldade de abastecimento da cidade pela França e da falta de conhecimento da área. Uma fração significativa da população morreu de fome e doenças durante o primeiro inverno. No entanto, a agricultura expandiu-se rapidamente e um fluxo contínuo de imigrantes, principalmente os homens em busca de aventura, aumentou a população
A Igreja Católica Romana receberia enormes extensões de terra dadas pela Coroa Francesa. Em 1627, após reunião com Samuel de Champlain, Cardinal Richelieu concedeu uma carta para a Compagnie des Cent-Associés (ou Empresa dos cem Associados). Isso deu à empresa o controle sobre o florescente comércio de peles e direitos fundiários em todo o território em troca de apoio e expansão da empresa no assentamento da Nova França (no momento englobava Acadia, Quebec, Terra Nova, e Louisiana). Cláusulas específicas da carta incluía uma exigência para trazer 4.000 assentados da Nova França durante os próximos 15 anos. A empresa praticamente ignorou a resolução dos seus requisitos charter e incidiu sobre o lucrativo comércio de peles, apenas 300 colonos chegam antes de 1640.
Os primeiros anos da sua regra foram desastrosos para Quebec. Os dois primeiros comboios de navios e colonos que se dirigia para a colônia foram assaltados perto de Gaspe por particulares britânicos sob o comando de três irmãos franceses huguenotes, David, Louis e Thomas Kirke. O Quebec foi definitivamente arrasado. Em 19 julho 1629, o Quebec estava completamente fora dos fornecimentos e de qualquer esperança, de Champlain Quebec devolveu ao Kirkes sem uma luta. De Champlain foi levado para a Inglaterra como um prisioneiro de guerra e libertado em 1632.
Em 1632, ao abrigo do Tratado de Saint-Germain-en-Laye, Quebec, e todas as outras antigas possessões francesas na América do Norte foram devolvidos para a Nova França. De Champlain foi recolocado como governador, mas morreu três anos mais tarde. 
À beira da falência, a empresa perdeu o monopólio do comércio de peles 1641 e foi finalmente dissolvida em 1662.

#### Conselho Soberano (1663-1759)

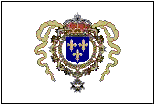
Selo de Luís XIV, usado na colônia quando o Rei decidiu que a Nova França seria uma província francesa

A criação do Conseil Souverain, políticos reestruturam e transformam a Nova França em província francesa, terminando o prazo da empresa e marcando uma nova etapa na colonização.

#### Conquista Britânica (1756–1760)
Em meados do século XVIII, os britânicos na América do Norte viviam em um lugar que logo se tornaria independente, algo que iria tornar-se realmente algumas décadas mais tarde, os Estados Unidos da América, com mais de 1 milhão de habitantes. Entretanto a Nova França ainda era vista principalmente como uma fonte barata de recursos naturais para a metrópole, e tinha apenas 60.000 habitantes. No entanto, a Nova França foi superior territorialmente a Nova Inglaterra. Quando a Guerra dos Sete Anos começou, ela era um alvo fácil e óbvio para os ingleses.
As primeiras batalhas foram travadas no interior, no norte do atual estado de Nova Iorque. No entanto, os franceses ainda poderiam manter a vantagem nesta região devido a fortalezas e alianças com as tribos nativas. A batalha de Fort Carillon (hoje Forte Ticonderoga) é conhecida como uma das poucas vitórias francesas na época. A atual bandeira do Quebec baseia-se no pavilhão realizadas pela milícia nesta batalha.
No entanto, a próxima fase da batalha foi destinada diretamente ao coração de Nova França. General James Wolfe conduziu uma frota de 49 navios de exploração com 8640 tropas britânicas até a  fortaleza do Quebec. Eles desembarcaram em Île d'Orléans e na margem sul do rio, as forças francesas nos termos do Marquês de Montcalm realizou-se a cidade murada e da costa norte. Wolfe levar cercou a cidade por mais de dois meses, usando canhões às margens do rio, mas nenhuma das partes poderia esperar reabastecer durante o inverno. Em 5 de Setembro de 1759, depois de convencer Montcalm de atacar pelo Baie de Beauport leste da cidade, as tropas britânicas atravessaram perto de Cap-Rouge, a oeste da cidade, e com sucesso subiu a íngreme Cap Diamant. Montcalm não utilizou a proteção das muralhas da cidade e lutou em terrenos abertos, em que seria conhecido como a Batalha das Planícies de Abraham. A batalha foi breve e sangrenta. Ambos os líderes morreram em batalha, mas os britânicos venceram facilmente. (A Morte do General Wolfe é uma pintura bem conhecida do artista Benjamin West).
Agora, na posse das principais cidades e capitais, e ainda isola o interior das cidades-Trois Rivières e Montreal de França, o resto da campanha era apenas uma questão de tempo para tomar o controle das terras. A última batalha foi em Montreal, em 1760.

## Lei Britânica (1760-1867)

### Proclamação Real (1763-1774)
Emitido em 7 de outubro de 1763, a Real Proclamação Britânica de 1763 estabeleceu a política da Grã-Bretanha no que respeita à sua recém-adquirida colónia da América. Os três estavam unidos nos distritos da província do Quebec.

### Ato de Quebec (1774)
O  Ato de Quebec de 1774 foi uma Lei do Parlamento do Reino Unido, que estabeleceu procedimentos de governação na Província do Quebec (1763-1791). Entre outros elementos, esta lei restabeleceu o uso do direito civil francês para assuntos privados, mantendo o uso do direito comum inglês para a administração pública (incluindo os processos penais), substituiu o juramento de fidelidade pois ele já não fazia referência à fé protestante, e garantiu a livre prática da fé católica. O propósito desta lei era o de garantir a fidelidade dos canadenses franceses.

### Guerra Revolucionária Americana
Muitos quebecoises tomaram parte na Batalha de Yorktown, em 1781. Edward Antill, um nova-iorquino que casou com Charlotte Riverin, levou um regimento de Lafayette na última batalha pela liberdade da América. Com ele foram o Major Clément Gosselin, Germain Dionne, e muitos outros quebecoises que lutaram com Lafayette e Washington. Essa derrota trouxe 50000 Americanos Britânicos lealistas a Quebec, em comparação com os 90.000 franceses. 
Louis-Philippe de Vaudreuil, um quebequense, foi com a marinha francesa em Yorktown na Batalha de Chesapeake Bay que derrotou a Marinha britânica. Simcoe, o fundador de Toronto, foi derrotado pelo regimento Quebec denominado "o Congresso Próprio ". 
1781 - O Major Clément Gosselin, um quebequense de La Pocatiere, derrotou os britânicos em Yorktown ajudado pelo Almirante Louis-Philippe de Vaudreuil, que era o sobrinho de Pierre Vaudreuil de Montreal.

### Constitutional Act (1791-1840)
A Lei Constitucional de 1791 divide o Quebec em Canadá Superior e Canadá Inferior. Primeira capital do Alto Candá Superior foi Newark (atualmente é Niagara-on-the-Lake), em 1796, foi transferido para o Iorque, atual Toronto. 
A nova Constituição passou a responder às exigências dos lealistas, que criaram uma situação única no Baixo Canadá. A Assembleia Legislativa, o único órgão eleito no governo colonial, foi continuamente em contradição com os ramos legislativo e executivo nomeado pelo governador. Quando, no início dos anos 1800, o Partido Canadense subiu com uma festa nacionalista, liberal e reformista, começou uma longa luta política entre a maioria dos representantes eleitos no governo colonial do Canadá Inferior.
Esta luta acabou por levar a rebeliões armadas que ocorreram em 1837 e 1838 liderada pelos reformadores do Partido Canadense. O principal motivo das lutas dos rebeldes contra o governo foi, para muitos, a prejudicial dominação da minoria inglesa sobre a maioria francesa.

### Lei marcial e Conselho Especial (1838-1840)
| Ano  | Evento                                                    |
| ---- | --------------------------------------------------------- |
| 1838 | Lord Durham chega no Canadá como Alto Comissário.         |
| 1839 | Relatório sobre os assuntos da América do Norte Britânica |

### Union Act (1841-1866)
| Ano  | Evento |
| ---- | --- |
| 1841 | Alto e Baixo Canadá são unidos pela Act of Union (1840) para formar a Província do Canadá, tal como recomendado por Durham. O Alto Canadá torna-se conhecido como Canadá Ocidental e Baixo Canadá como Canadá Oriental. |

### Federal Dominion (1867-1930)
Província do Canadá (1867 e posteriormente)
| Ano  | Evento |
| ---- | --- |
| 1867 | O Parlamento do Reino Unido passa a British North America Act, pela qual a Província do Canadá, New Brunswick e Nova Scotia se juntaram para formar o país do Canadá. O Canadá Oriental torna-se a província de Quebec. O Canadá permaneceu com a sua auto-administração local, mas os britânicos continuaram a controlar os seus assuntos externos. |
| 1896 | Wilfrid Laurier é o primeiro quebequense a se tornar Primeiro-ministro do Canadá. |
| 1898 | O Parlamento do Canadá aprova a Quebec Boundary Extension Act, 1898. |
|      | No final dos anos 1800, a superpopulação no Vale do São Lourenço levou muitos quebequenses a migrarem da região de Saguenay-Lac-Saint-Jean para Laurentides e Nova Inglaterra (fornecendo uma ligação com a região que continua até os dias de hoje.)                                                                                                |
| 1912 | O Parlamento do Canadá aprova a Quebec Boundaries Extension Act, em 1912,das fronteiras da província ao seu atual estado. |
| 1917 | Oposição a conscrição liderada por Henri Bourassa na Crise do Recrutamento de 1917. |
| 1927 | Comitê Judicial do Conselho Privado decide a favor da Colônia Britânica de Newfoundland, em uma disputa com o Canadá ao longo da fronteira do Labrador. |

## Canadá (1931-1959)
| Ano       | Evento |
| --------- | --- |
| 1931      | O Estatuto de Westminster 1931 remove formalmente qualquer poder legislativo do Reino Unido sobre o Canadá.      |
| 1942-1944 | Crise do Recrutamento de 1944                                                                                    |
| 1945-1959 | La Grande Noirceur-era de perto as relações Igreja-Estado dominado pela controversa figura de Maurice Duplessis. |
| 1948      | Les Automatistes publicam Le Refus global, uma tentaiva de iniciar uma nova visão sobre o Quebec.                |
| 1949      | Bitter Asbestos Strike leva a uma maior valorização do trabalho e das questões sociais-democratas no Quebec.     |

## Moderna Quebec (1960-presente)

In 9 de Março, 1950, Flor-de-lis foi aprovada oficialmente a bandeira de Quebec

| Ano  | Evento |
| ---- | --- |
| 1960 | A Revolução Tranquila iniciada com uma série de transformações sócio-políticas, de laicismo e de bem-estar para um estado especificamente Quebequense identidade nacional. |
| 1962 | O prefeito de Montreal, Jean Drapeau instiga a construção do metrô. A primeira fase do metrô é completada em 1966. |
| 1963 | As primeiras bombas do Front de libération du Québec foram detonadas em Montreal. |
| 1964 | Sob autoridade concedida pelo Governo do Canadá, a província do Quebec assinou seu primeiro acordo internacional em Paris. No mesmo ano, durante uma visita oficial da Rainha, a polícia foi obrigada a manter a ordem durante uma manifestação por parte de membros do movimento separatista do Quebec. |
| 1965 | O relatório da Laurendeau-Dunton royal commission recomendou aceitar a língua francesa como oficial nos parlamentos do Canadá, Ontário e Nova Brunswick, nos tribunais federais e em todas as administrações do governo federal do Canadá. |
| 1967 | René Lévesque sai do Partido Liberal de Quebec e fundou o Mouvement Souveraineté-Association. |
|      | Durante uma visita oficial a Quebec como um convidado do governo do Canadá, em frente a uma multidão, o Presidente da França, o General Charles de Gaulle, declarou do balcão da prefeitura de Montreal; "Vive le Québec libre!" (Viva o Québec livre!). Surpreendido por esta declaração, a multidão aplaude. Um clamor público sobre essas erupções uma interferência inédita nos assuntos de outro país para o qual o governo federal canadense teve fortemente delito. De Gaulle anula a sua visita a Ottawa e sai diretamente para Paris. |
|      | Expo 67 marcou o apogeu de Montreal como a maior e mais importante cidade do Canadá e levou à construção do que é agora Parc Jean Drapeau e do Metro Montreal. |
| 1970 | Crise de outubro eclodiu quando o Front de libération du Québec membros raptaram o Comissário do Comércio Britânico James Cross e ministro do Trabalho Pierre Laporte. Pierre Laporte é mais tarde encontrado morto. O Primeiro-Ministro Pierre Trudeau utilizou o War Measures Act, que permitiu que qualquer pessoa suspeita de estar envolvida com os terroristas poderia ser temporariamente detida sem acusação. |
| 1980 | No dia 20 de maio, foi realizado o primeiro referendo sobre a soberania-associação, mas foi rejeitado por uma maioria de 60 por cento margem (59,56% NÃO a 40,44% SIM). |
| 1982 | Canada Act de 1982, uma Lei do Parlamento, aprovada pelo Parlamento britânico cortou praticamente todos os laços constitucionais e legislativos que ainda havia entre o Reino Unido e o Canadá. Todas as províncias assinaram, exceto o Quebec. |
| 1990 | Oka Crisis Standoffs em Kanesatake e Kahnawake contra a construção de um campo de golfe numa área religiosa e sagrada do cemitério de Oka levou à morte de um policial e tenta tratar melhor das questões indígenas. |
| 1995 | Em 30 de outubro, em um segundo referendo para a soberania do Quebec foi rejeitada por uma pequena margem (50,58% NÃO por 49,42% SIM). |
| 2006 | Em 27 de novembro de 2006, a Câmara dos Comuns do Canadá aprova uma moção reconhecendo que os "quebequenses formam uma nação dentro de um Canadá unido". |